# Elezioni presidenziali in Bielorussia del 2015
Le elezioni presidenziali in Bielorussia del 2015 si tennero l'11 ottobre e videro la vittoria del Presidente uscente Aljaksandr Lukašėnka con l'83,47% dei voti, venendo così confermato per il quinto mandato consecutivo.

## Risultati
| Candidati             | Partiti                                    | Voti      | %     |
| --------------------- | ------------------------------------------ | --------- | ----- |
| Aljaksandr Lukašėnka  | Indipendente                               | 5 102 478 | 83,47 |
| Taccjana Karatkevič   | Referendum del Popolo                      | 271 426   | 4,44  |
| Sjarhej Hajdukevič    | Partito Liberal-Democratico di Bielorussia | 201 945   | 3,30  |
| Nikolai Ulakhovich    | Partito Patriottico Bielorusso             | 102 131   | 1,67  |
| Nessuno dei candidati | Nessuno dei candidati                      | 386 225   | 6,32  |
| Voti non validi       | Voti non validi                            | 48 808    | 0,80  |
| Totale                | Totale                                     | 6 113 013 | 100   |